# Xuất Hóa (xã)
Xuất Hóa là một xã thuộc huyện Lạc Sơn, tỉnh Hòa Bình, Việt Nam.
Xã Xuất Hóa có diện tích 14,41 km², dân số năm 1999 là 6399 người, mật độ dân số đạt 444 người/km².